# Mujeres en Vietnam
Las mujeres en Vietnam han jugado un gran papel en la historia de este país. El porcentaje de mujeres escolarizadas es muy inferior respecto a los varones, a diferencia de la tasa de mujeres empleadas que supera en gran medida el porcentaje masculino.
En el año 2012, el 24,4% de los parlamentarios eran mujeres, mientras que en 2010 era un 24,7% las mujeres que recibían la educación secundaria. En 2011, las mujeres que tenían un empleo representaban el 73,2% de todos los ciudadanos del país, poniendo al país en el puesto número 66 de 135 para la igualdad de género a nivel mundial.

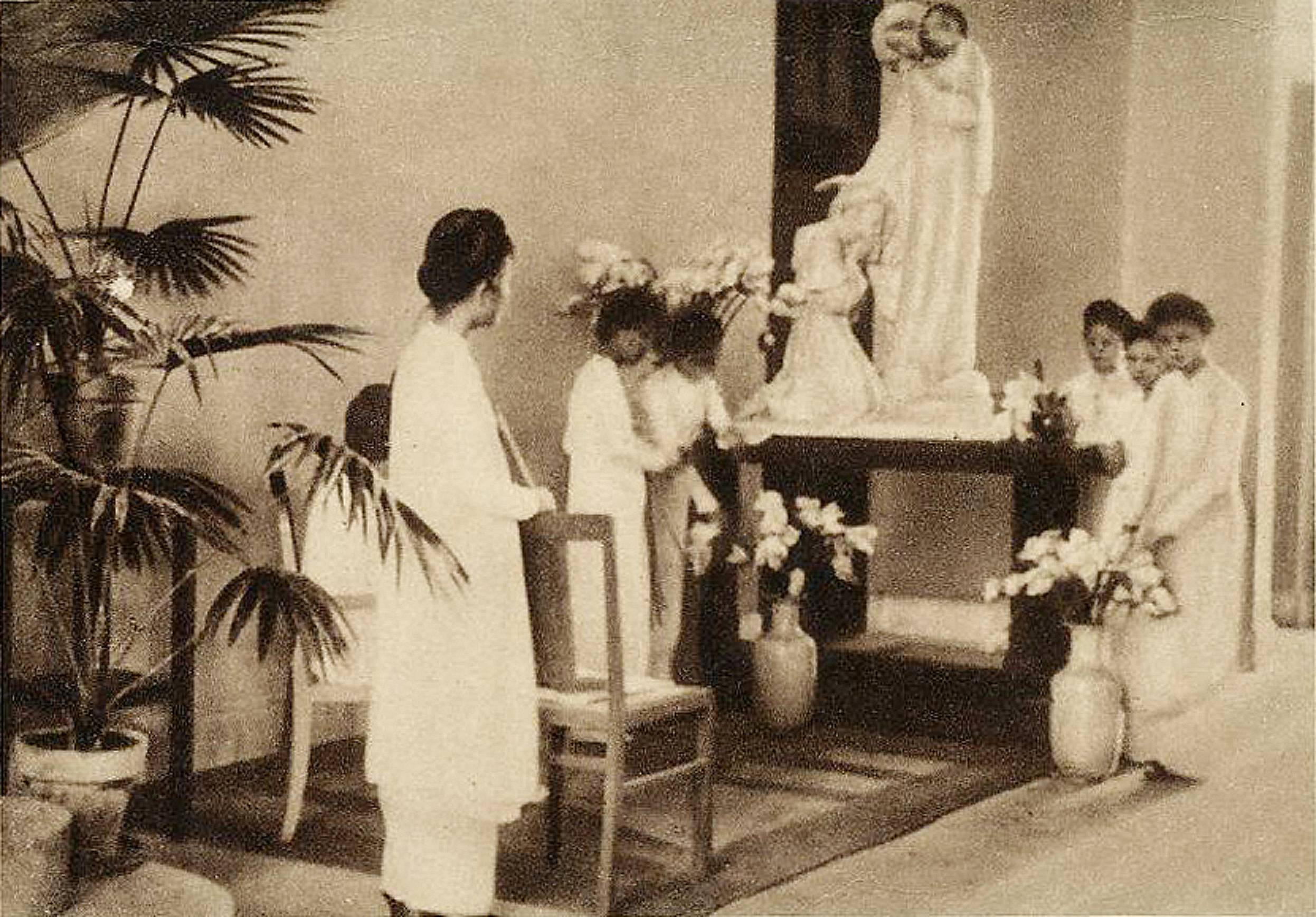
Hanoi 1930.

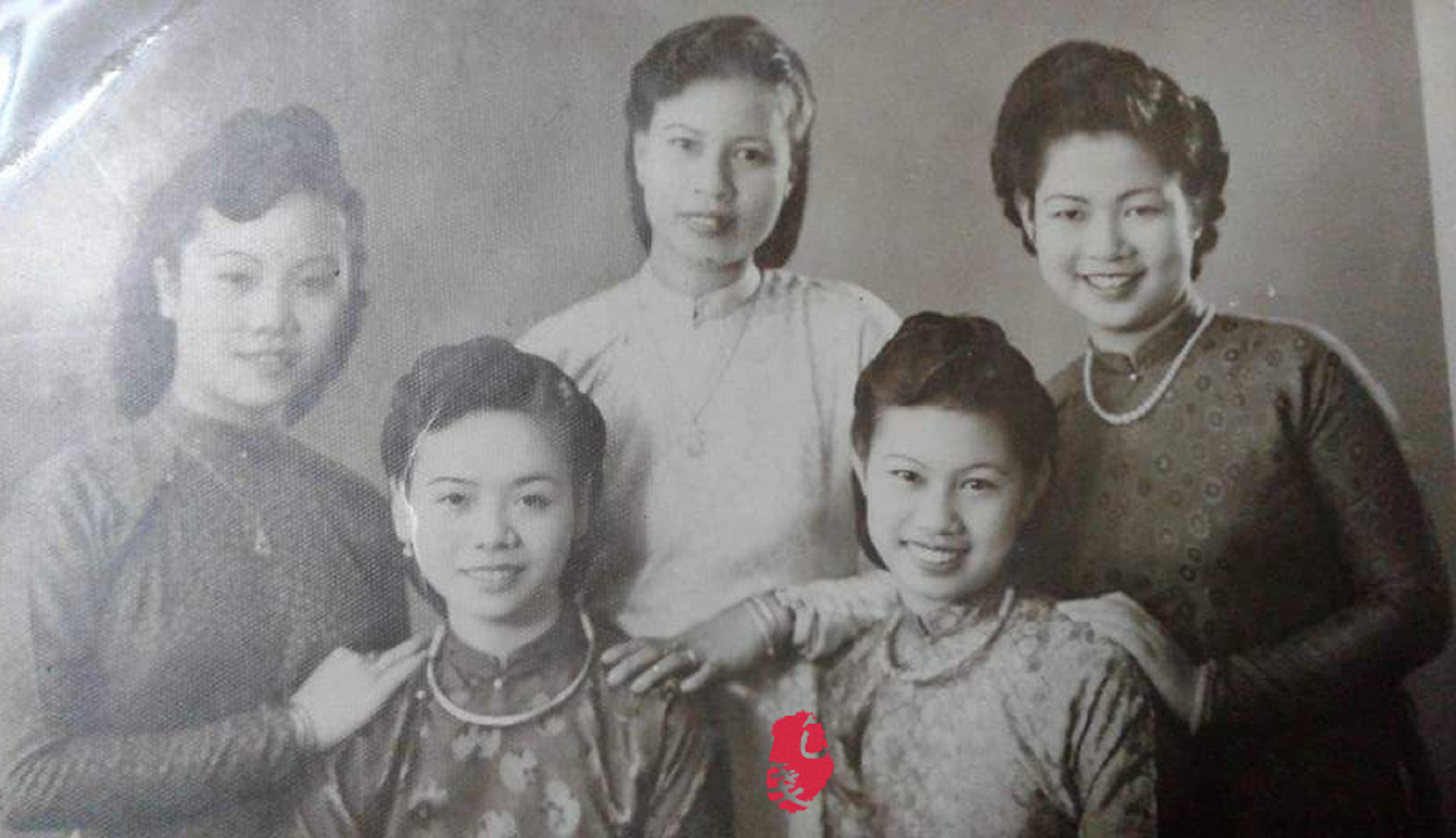
Mujeres jóvenes vietnamitas.

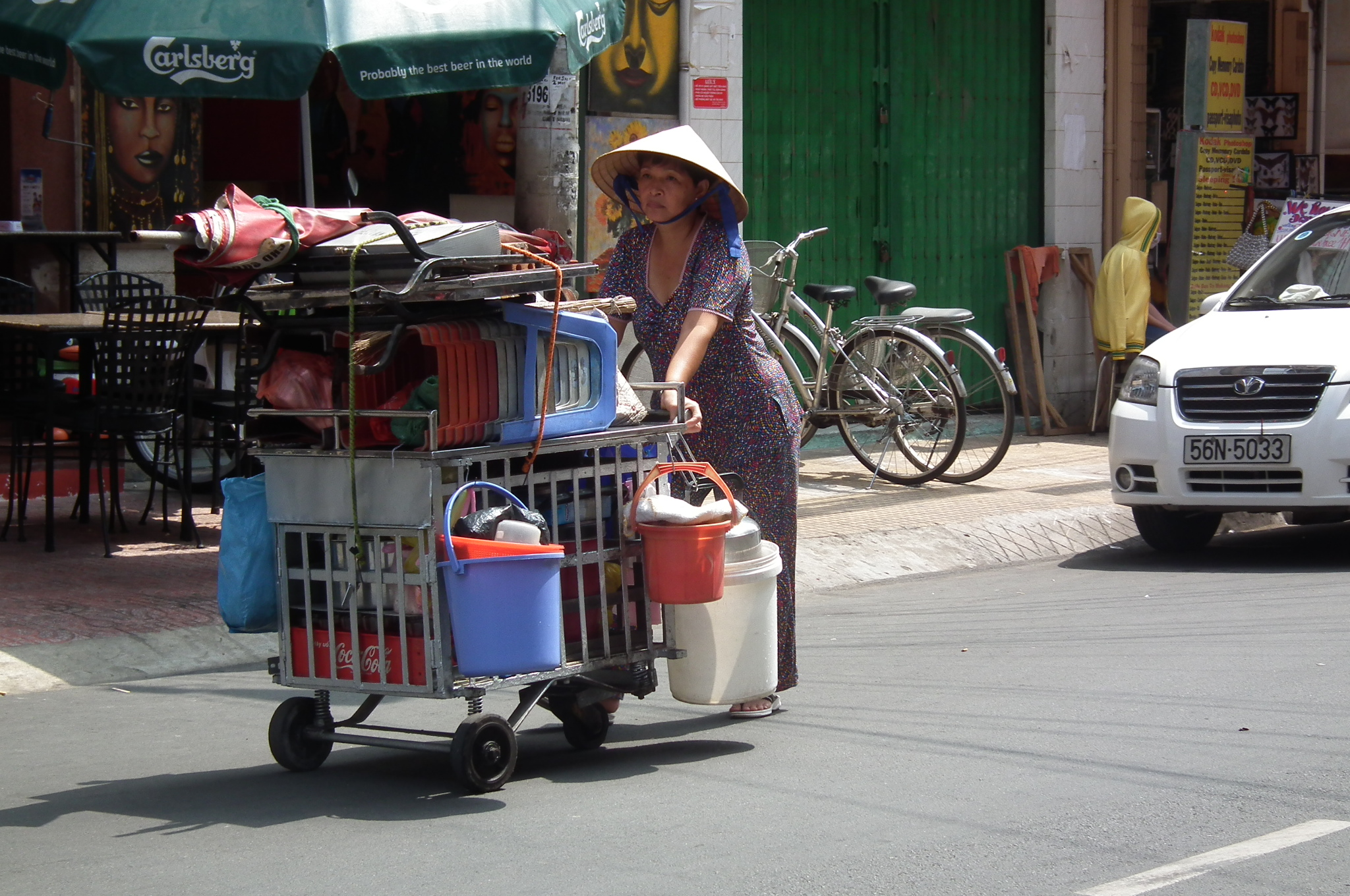
Mujer vietnamita trabajando.

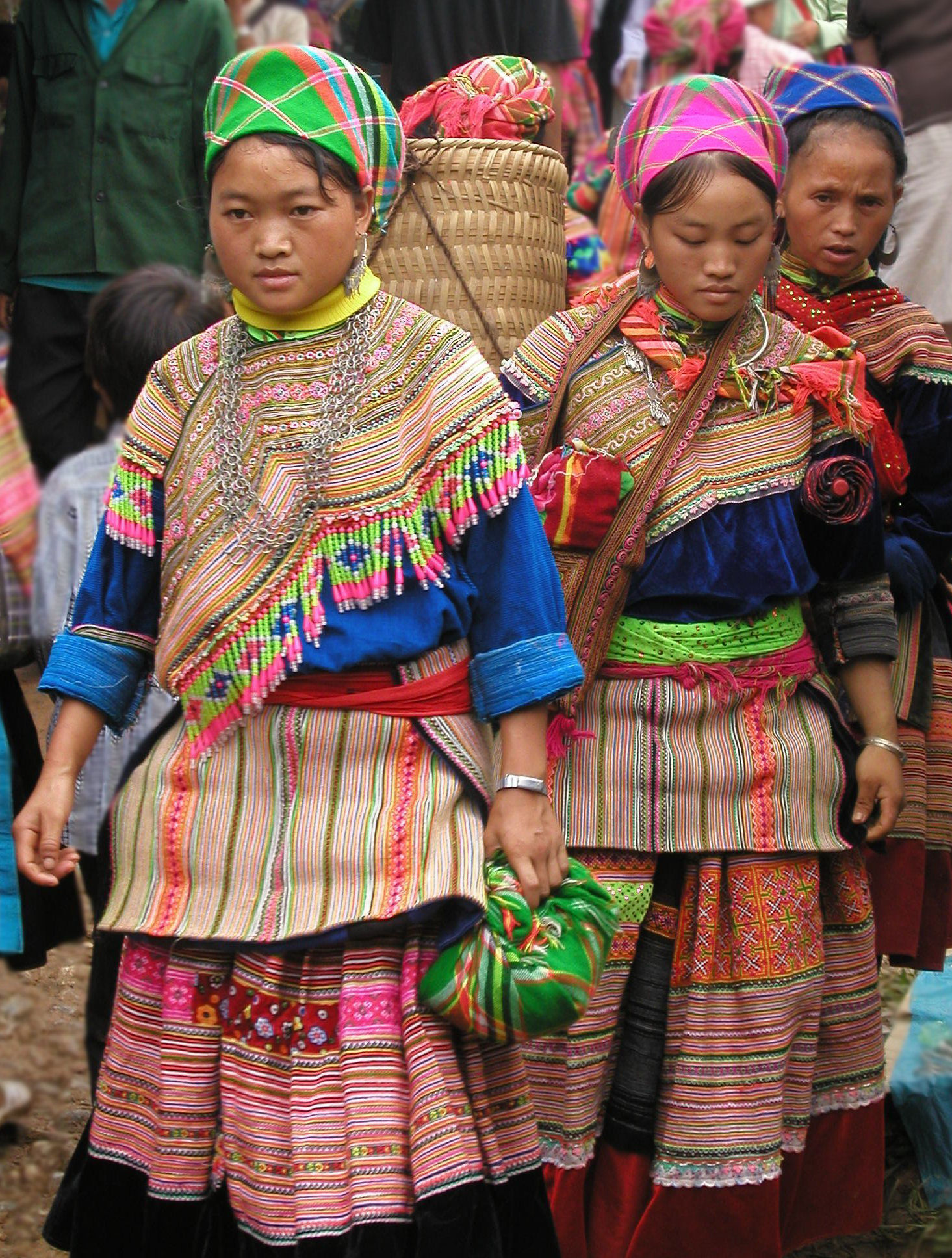
Mujeres con el traje tradicional vietnamita.

## Historia
Durante las insurrecciones contra la dominación China, algunos líderes como las hermanas Trung Trac, Trung Nhi y Ba Trieu se convirtieron en heroínas destacables.

En esta época los hombres eran dueños de los patriarcados de la familia, en la que las mujeres no tenían derechos. Dentro del Confucianismo destaca que los varones son hijos nobles y las mujeres hijos innobles. Por esto, la posición de las mujeres siempre estaba debajo de la de los hombres.
Según la ética confucionista, las mujeres siempre dependían de los hombres por lo que tenían que obedecer primero al padre y después al marido.
A lo largo de la historia, las niñas indígenas de Vietnam eran sometidas a la esclavitud por los chinos y transferidas a las zonas del norte; como resultado, las mujeres han sido, sobre todo en la zona del extremo sur del continente asiático, un prototipo cada vez más erotizado en la literatura china y la poesía del exilio.

## Matrimonio
De ahí la importancia para la mujer de prometerse y casarse joven, desde los 20 años hasta la edad de 27. El matrimonio es algo primordial en esta cultura, por lo que no se concibe que una mujer se quede soltera.
Las familias participan de las uniones cumpliendo un rol muy importante, pues ambas deben dar su consentimiento para que las bodas se realicen. El matrimonio es una prioridad superior, incluso, a los estudios superiores por lo que los noviazgos deben ser largos para que el matrimonio sea fructífero.

## Época moderna
Durante la Guerra de Vietnam las mujeres desempeñaron un papel muy importante a favor de la defensa del país, desempeñando un papel de gran responsabilidad como guardias para patrullar las aldeas espías y agentes propagandistas secretas y reclutando militares. Así, cada vez, fueron participando más activamente en la lucha de liberación contra la invasión extranjera, las mujeres vietnamitas fueron capaces de liberarse de una vez de las influencias del confucianismo iba perdiendo fuerza dentro de la sociedad.

## Las mujeres jóvenes
Dentro de una sociedad que se define como revolucionaria, y que históricamente ha tenido un carácter y un espíritu indomable. El carácter de sus mujeres ha sido ejemplificado por el comportamiento de las hermanas Trung, las primeras figuras históricas a su vez contra la opresión china, una característica sintetizada por los modismos y proverbios.
Desde principios de los años 80, algunas mujeres vietnamitas se han enfrentado a sus opresores, ya sea dentro del matrimonio forzado (cuando fueron secuestradas para ser vendidas en China como esposas y además, también en la trata de personas y prostitución).
En la actualidad, la mujer ha adquirido un papel más significativo dentro de la sociedad y ocupa el 51% de la fuerza laboral del país, especialmente en actividades relacionadas con la producción agrícola. En lo que respecta a la política, representan el 27,3% de los escaños en la Asamblea Nacional de Vietnam. Sin embargo, su ocupación principal sigue siendo la referente a las tareas del hogar y la educación de los hijos.